# Distretto di Remchi
Il distretto di Remchi è un distretto della provincia di Tlemcen, in Algeria.

## Comuni
Il distretto di Beni Boussaid comprende 5 comuni:
- Remchi
- Aïn Youcef
- Beni Ouarsous
- El Fehoul
- Sebaa Chioukh

| Controllo di autorità | VIAF (EN) 4509156991013761180009 |